# Еудженіо Савойський
Еудженіо Савойський (італ. Eugenio di Savoia-Genova), повне ім'я Еудженіо Альфонсо Карло Марія Джузеппе (13 березня 1906 —  8 грудня 1996) — італійський принц із Савойської династії, герцог Анкони (1906—1990), п'ятий герцог Генуї (1990—1996),

## Біографія
Еудженіо народився 13 березня 1906 року в Турині. Він був четвертим сином та шостою дитиною в родині герцога Генуї Томмазо Савойського та його дружини Ізабелли Марії Баварської.
Королем Італії в цей час був його кузен Віктор Емануїл III. Для Еудженіо він створив титул герцога Анкони, який той отримав 31 травня 1906.
Принц брав участь у ефіопській війні у складі 1-го полку морської піхоти Сан-Марко. Займав різні адміністративні посади в Італійській Східній Африці. Не зважаючи на це, тримався подалі від двору та громадськості, оскільки  у зв'язку з вадами розвитку піднебіння, не міг нормально вимовляти слова.
У віці 32 років узяв шлюб із сицилійською принцесою Лючією. Весілля відбулося  29 жовтня 1938 у палаці Німфенбург у Мюнхені. У подружжя народилася єдина донька Марія Ізабелла (нар.1943) — дружина Альберто Фріолі, сина графа ді Реццано, народила четверо дітей.
Після створення Італійської республіки у 1946 році емігрував до Бразилії, де придбав ферму і зайнявся господарством.
У 1990 році успадкував від брата Філіберто титул герцога Генуї. Помер у 1996 році. Передати титул доньці не зміг, оскільки в Савойській династії вони передаються виключно за чоловічою лінією. Дружина пішла з життя у листопаді 2001 році.
В 2006 році  перепохований разом з дружиною у королівському склепі базиліки Суперга в Турині.